# Chris Lowell
Christopher "Chris" Lowell (Atlanta, Georgia; 17 de octubre de 1984) es un actor y fotógrafo estadounidense. Es conocido por su personaje de Stosh "Piz" Piznarski en la serie Veronica Mars y como William "Dell" Parker en Private Practice.

## Inicios
Lowell nació en Atlanta, Georgia. Asistió a la Atlanta International School, donde se interesó en teatro y cinematografía. Asistió a la Universidad de California del Sur, donde fue descubierto en su primer año mientras jugaba voleibol playa.

## Carrera
En cine ha trabajado en Graduation y You Are Here. En televisión trabajó en la serie Life As We Know It, estrenada en 2004 y que duró solo trece capítulos, ya que fue cancelada. Se le conoce sobre todo por su papel de Stosh ‘Piz’ Piznarski en Veronica Mars.
Luego, participó en la serie Private Practice junto a Kate Walsh y Tim Daly, entre otros actores. Lowell interpretó a Dell Parker, un recepcionista que se encuentra estudiando para convertirse en enfermero obstétrico-ginecológico.
En 2017 apareció en la serie de Netflix Glow, en el papel de Sebastian "Bash" Howard.
Su última aparición fue como Al Monroe en la película de 2020 Promising Young Woman, escrita y dirigida por Emerald Fennell.

## Vida personal
En julio de 2021 anunció que él y su novia Kerry Bishe le había dado la bienvenida a una hija seis meses antes, en enero de ese año.

## Filmografía

### Cine y televisión
| Año        | Título                                    | Personaje               | Notas                                                                 |
| ---------- | ----------------------------------------- | ----------------------- | --------------------------------------------------------------------- |
| 1997       | Bean                                      | Pasajero                | Película                                                              |
| 2004       | Life As We Know It                        | Jonathan Fields         | Serie de TV                                                           |
| 2006-2007  | Veronica Mars                             | Stosh "Piz" Piznarski   | Serie de TV                                                           |
| 2006       | Are You Here                              | Henry Pincus            | Película                                                              |
| 2007       | Graduation                                | Michael Mayer           | Película                                                              |
| 2007       | Grey's Anatomy                            | William "Dell" Parker   | Temporada 3, episodios 22 y 23                                        |
| 2007-2010  | Private Practice                          | William "Dell" Parker   | Serie de TV                                                           |
| 2009       | Up in the Air                             | Ayudante                | Película                                                              |
| 2011       | The Help                                  | Stuart Whitworth        | Película                                                              |
| 2013       | Love and Honor                            | Peter                   | Película                                                              |
| 2013       | Besides Still Waters                      |                         | Director, productor y coescritor                                      |
| 2014       | Veronica Mars                             | Stosh "Piz" Piznarski   | Película                                                              |
| 2014       | Brightest Star                            | El chico                | Película, Protagonista                                                |
| 2014       | Play It Again, Dick                       | Él mismo                | Serie Online CW                                                       |
| 2014       | Enlisted                                  | Cabo Hill               | Serie de TV                                                           |
| 2016       | Complete Unknown                          | Brad                    | Película                                                              |
| 2016       | HelLA                                     | Chris                   | Serie de TV, 2 episodios                                              |
| 2016       | Chronically Metropolitan                  | Victor                  | Película                                                              |
| 2016       | Katie Says Goodbye                        | Dirk                    | Película                                                              |
| 2016-2017  | Graves                                    | Jeremy Graves           | Serie de TV                                                           |
| 2017       | Halt and Catch Fire (serie de televisión) | Aventura de Donna       | Episodio: Así se va (sin acreditar)                                   |
| 2017-2019  | Glow                                      | Sebastian "Bash" Howard | Serie de Netflix Recurrente (Temporada 1 y 2) Principal (Temporada 3) |
| 2019       | iZombie                                   | Byron Deceasey          | Serie de Netflix Temporada 5, Episodio 13                             |
| 2020       | Promising Young Woman                     | Al Monroe               | Película                                                              |
| 2021       | Últimas notícias en Yuba County           | Steve                   | Película                                                              |
| 2022       | Inventing Anna                            | Noah                    | Miniserie de Netflix Recurrente                                       |
| 2022- 2023 | How I Met Your Father                     | Jesse                   | Serie de TV, Principal.                                               |